# Leistomorpha
Leistomorpha é um gênero de traça pertencente à família Agonoxenidae.